# Рыжаны (Львовская область)
Рыжаны (укр. Рижани) — село в Бусской городской общине Золочевского района Львовской области Украины.
Население по переписи 2001 года составляло 15 человек. Занимает площадь 0,36 км². Почтовый индекс — 80525. Телефонный код — 3264.